# Guillaume Dubois de Rochefort
 (août 2022).
Pour les articles homonymes, voir Guillaume de Rochefort (homonymie) et Rochefort.
Guillaume Dubois de Rochefort, né en 1731 à Lyon et mort le 25 juillet 1788 à Paris, est un helléniste français.
Après avoir fait ses études à Paris, il obtient en 1750, à dix-neuf ans, la place de receveur général des fermes à Sète. Il s'y occupe bien moins de sa fortune que de littérature : après l’anglais et l’italien, il s’applique a l’étude de la langue grecque et se passionne tellement pour Homère qu’il entreprend de le traduire en vers.
En 1762 il résigne son emploi et vient s’établir à Paris. En 1767, il entre à l’Académie des inscriptions et belles-lettres et collabore à partir de 1785 au Journal des sçavans.
Rochefort était capable, selon La Harpe, de commenter savamment les anciens, mais non pas d’en sentir les beautés ; avec du naturel et de la sensibilité, il n’était qu’un poète froid et médiocre, et presque toujours il se montra au-dessous du modèle qu’il avait choisi.

## Publications
- Essai d’une traduction en vers de l'Iliade, précédé d’un Discours sur Homère, Paris, 1765, in-8°
- L’Iliade, en vers, avec des remarques, Paris, 1766-1770, 4 vol. in-80, et 1772, 3 vol. in-8°
- L’Odyssée en vers, Paris, 1777, 2 vol. in-8° ; ces deux poèmes ont été publiés ensemble : Paris, imprimerie royale, 1781-1782, 2 vol. in-4°
- Pensées diverses contre le système des matérialistes, Paris, 1771, in-12
- Histoire critique des opinions des anciens et des systèmes des philosophes sur le bonheur, Paris, 1779, in-8°
- Poème sur la mort de l’impératrice-reine, 1780, in-4°
- Ulysse (1781), Électre (1782), Chimène (1783), tragédies, et Deux Frères (1786), comédie
- Théâtre de Sophocle Paris, 1788, 2 vol. in-8°

Rochefort a pris part à l’édition du Théâtre des Grecs de Brumoy (1785), et il a fourni quelques mémoires au recueil de l’Académie des inscriptions.

## Source
- Ferdinand Hoefer, Nouvelle Biographie générale, t. 42, Paris, Firmin-Didot, 1863, p. 458-9.